# You've Got to Hide Your Love Away
Pistes de Help!
The Night Before I Need You
You've Got to Hide Your Love Away est une chanson des Beatles, parue le 6 août 1965 au Royaume-Uni, et le 13 août aux États-Unis, sur l'album Help!, à la suite de son inclusion dans le film du même nom sorti le 29 juillet. Bien qu'elle soit entièrement écrite par John Lennon, elle est créditée Lennon/McCartney, comme pour toutes les chansons du groupe composées par Lennon et McCartney, en collaboration ou non.
La chanson s'inspire, tant pour les paroles que pour la musique, du style de Bob Dylan, à qui John Lennon porte alors une grande admiration. Elle raconte l'histoire d'un homme angoissé et suspicieux, qui sent que tout le monde se moque de lui à cause d'un amour qu'il cache. Essentiellement acoustique et intimiste, ce morceau enregistré aux studios EMI d'Abbey Road le 18 février 1965 se caractérise aussi par la première apparition souhaitée par le groupe d'un musicien extérieur aux Fab Four : le flûtiste John Scott.

## Composition

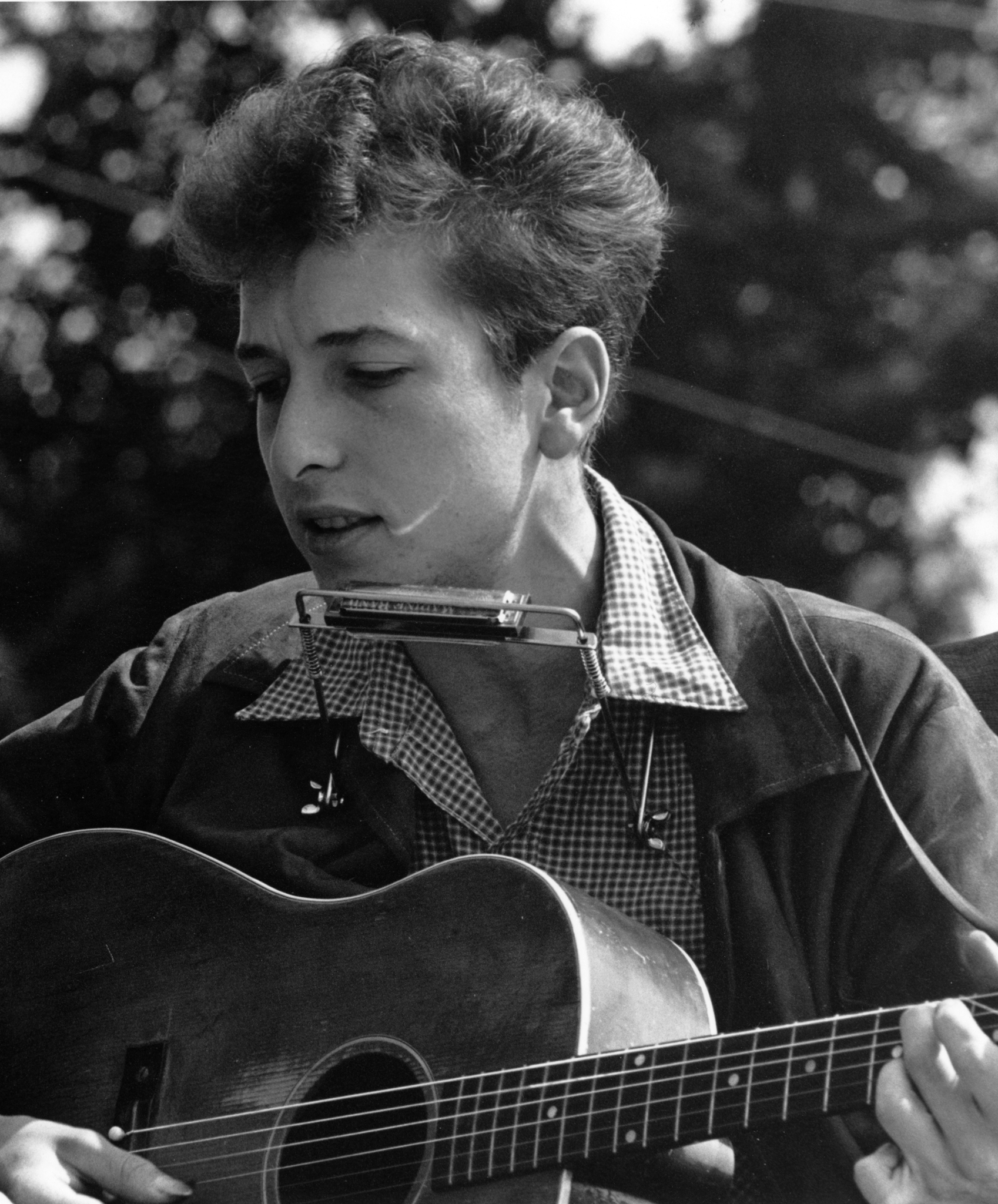
Bob Dylan a inspiré John Lennon pour écrire des chansons plus personnelles, dont You've Got to Hide Your Love Away.

En 1964, John Lennon découvre la musique de Bob Dylan, à travers ses premiers albums, Bob Dylan et The Freewheelin' Bob Dylan. Les Beatles rencontrent Dylan à l'été 1964, à la fin de leur première tournée des États-Unis. Ce chansonnier contestataire, qui parle dans ses textes de ses sentiments et ses idées, a un grand effet sur Lennon. Celui-ci, en particulier sur Beatles for Sale, commence à écrire des chansons plus « autobiographiques », avec lesquelles il trouve enfin un moyen de mettre des mots sur ses angoisses, comme Help! ou I'm a Loser,.
Lennon explique : « J'avais une attitude quelque peu professionnelle en ce qui concernait l'écriture de chansons pop. Paul et moi fabriquions un certain style de chanson pop pour single, mais il y avait un John Lennon différent qui écrivait des chansons pour le grand public, mais trouvait qu'elles n'avaient pas la moindre profondeur […] Et puis j'ai commencé à mettre un peu de moi-même dans mes chansons et à ne plus les écrire objectivement, mais subjectivement. » En 1980, il déclare : « Je suis comme un caméléon, je suis influencé par tout ce qui s'entend. Si Elvis peut le faire, je peux le faire.  Si les Everly Brothers peuvent le faire, Paul et moi le pouvons. Même chose avec Bob Dylan. »
John Lennon compose la chanson dans sa maison de Kenwood (en), en décembre 1964. Pete Shotton, un ami présent lors de l'écriture du morceau, raconte que dans le texte original était écrit « two foot tall (« haut de deux pieds »), mais qu'en chantant Lennon a fait une erreur, remplaçant la phrase par two foot small (« bas de deux pieds »). Cette erreur est conservée dans la version finale, car Paul McCartney trouvait qu'elle sonnait bien.
Le texte fait également référence à la sœur cachée, la sœur secrète que John Lennon chercha durant toute sa vie, Ingrid Pedersen, fille naturelle de Julia Lennon (mère de John Lennon), née hors mariage.

## Enregistrement
Le 18 février 1965, les Beatles se retrouvent au studio no 2 d'Abbey Road et enregistrent trois chansons : If You've Got Trouble, Tell Me What You See et You've Got to Hide Your Love Away. Cette dernière est enregistrée en premier, lors d'une relativement courte session en après-midi, et seulement neuf prises sont nécessaires pour obtenir le résultat final.
Pour l'occasion, les Beatles pensent à faire appel au compositeur et musicien John Scott, à l'époque très en demande aux studios EMI en tant qu'arrangeur, pour ajouter un solo de flûte traversière à la fin du morceau. C'est la première fois, à l'exception d'Andy White sur Love Me Do, qu'un musicien extérieur aux Beatles ou à l'équipe de production participe à un enregistrement du groupe. Scott raconte : « Ils m'ont expliqué ce qu'ils voulaient à peu près, sur une mesure 3/4, et le meilleur moyen d'obtenir ce qu'ils voulaient était de jouer avec deux flûtes, ténor et alto ». Le flûtiste joue de sa flûte ténor en même temps que les Beatles sur l'enregistrement, puis la flûte alto est rajoutée en overdub sur la prise finale. Comme pour la plupart des musiciens invités sur les disques des Fab Four, Scott n'est crédité nulle part pour son travail.

### Interprètes
- John Lennon – chant, guitare douze cordes
- Paul McCartney – basse, maracas
- George Harrison – guitare classique, guitare douze cordes
- Ringo Starr – caisse claire frottée avec des balais, tambourin

## Musicien additionnel
- John Scott – flûte en sol et flûte traversière[10]

### Équipe technique
- George Martin – producteur
- Norman Smith – ingénieur du son
- Ken Scott – ingénieur du son

## Paroles et musique
Le texte de la chanson présente le chanteur face à un mur, la tête dans les mains. La femme qu'il aimait est partie, et abandonné, il se sent « bas de deux pieds ». Partout où il va, il sent les gens le regarder et se moquer de lui, le sommant de « cacher son amour ».
Selon Tony Bramwell, manager de tournée et ami proche du groupe, You've Got to Hide Your Love Away (qui se traduit par « tu dois cacher ton amour ») a été composée en référence au manager des Beatles, Brian Epstein, qui entretenait des liaisons homosexuelles secrètes, illégales en Angleterre à l'époque. Le journaliste Steve Turner rapporte également que la chanson ferait allusion à une des relations extraconjugales que Lennon entretenait pendant les tournées avec le groupe.
La chanson est essentiellement acoustique et son instrumentation se limite à l'usage de guitares acoustiques (six et douze cordes), d'une basse et d'un tambourin, agrémenté de deux flûtes traversières, alto et ténor. Elle se base sur un rythme ternaire (3/4), chose commune dans les compositions de Lennon.

## Parution et reprises
La chanson paraît en troisième position sur la face 1 de l'album Help!. Le groupe mime la chanson, dans le film du même nom, chacun tentant de charmer Ahme, interprétée par actrice Eleanor Bron. Le jardinier de George Harrison, joué par Bruce Lacey (en), mime à l'écran le solo de flûte. La guitare utilisée par John Lennon, une Framus 5/024/12 flattop de modèle Hootenanny à douze cordes, utilisée pour cet enregistrement, et vue dans la scène, a été adjugée à 2 857 000 $US chez Julien's Auctions (en) en mai 2024.
Les prises 1, 2 et 5, les deux premières incomplètes, sont entendues sur Anthology 2. 
La chanson arrive en France en septembre 1965 sur la face A d'un 45 tours EP (« super 45 tours ») ; elle est accompagnée  de Yesterday. Sur la face B figurent Dizzy Miss Lizzy et You Like Me Too Much. La photo de la pochette est prise aux Bahamas lors du tournage du film Help!. Ce même cliché orne le dos de l'album de la bande son américaine,.

### Reprises
Liste non exhaustive d'artistes ayant repris cette chanson :
- The Silkie (en) : Single produit par John Lennon (1965). Paul McCartney joue la guitare et George Harrison tape sur le dos de sa guitare en guise de percussions.
- The Beach Boys sur Beach Boys' Party! (1965)
- Eddy Mitchell en français sous le titre Tu ferais mieux de l'oublier (1965)
- The Beau Brummels sur l'album Beau Brummels '66 (1966)
- Tim Rose en single (1975)
- Terence Trent D'Arby, lors du John Lennon Tribute (Mai 1990) à Liverpool.
- Murray Head l'a enregistré pour l'émission de télévision Story of the Beatles  sur FR3 (1990)
- Joe Cocker sur Night Calls (en) (1991)
- Elvis Costello sur le CD single You Tripped at Every Step en 1994
- Eddie Vedder dans la bande originale du film Sam, je suis Sam ; il l'interprète souvent en concert avec son groupe Pearl Jam
- Kristy Lee Cook, lors de son passage à l'émission de téléréalité américaine American Idol,
- Chris Cornell
- Travis
- The Subways
- Glee : Kevin McHale et Becca Tobin (2013)
- Greg Lake : Sur l'album live Songs of a Lifetime publié en 2013[16].